# くるみの日記
《くるみの日記》（くるみのにっき、中国語: 胡桃日记、英語: Kurumi Diary）は、中国の巨人ネットワークが開発した美少女と共に過ごす育成ゲームで、主なキャラクターはバーチャルアイドル七瀬くるみ（Nanase Kurumi）。ゲームは2021年4月16日に中国大陸でテンセントゲームズから配信され、繁体字版は同年10月14日に艾瑞尔網路（エアリエルネットワーク）により台湾地区でリリースされた。しかし、繁体字版は2022年5月25日にサービスを終了し、簡体字版も2023年2月15日にサービスを終了した。
2024年8月22日、ゲームは「くるみの日記-相伴初心」という名称で再リリースされ、那朵花公司が配信を担当した。

## キャラクターの出典とデザイン
七瀬くるみは、最初日本のJOYNET株式会社に所属するイラストレーターPomu（ぽむ）によって作られたLINEスタンプ「くるみちゃん。」のキャラクターで、16歳の日本の女子高校生としてデザインされた。彼女は肩にかかる短髪と黒いフード付き長袖のウェアを着ており、性格は元気でかわいらしい。2017年にスタンプとして登場し、瞬く間に人気を博し、数十種類のスタンプが発売され、安定したファン層を築いた。
2018年7月13日、巨人ネットワークはこのキャラクターの中国本土における独占権を取得し、同年10月には七瀬くるみをバーチャルアイドルIPとしてプロデュースすることを発表した。彼女は2019年6月21日に正式デビューし、その後「胡桃日記」というゲームが制作された。

## 開発とリリースの歴史
2018年、巨人ネットワークは日本のJOYNET株式会社から七瀬くるみのキャラクターを中国本土で独占的に取得し、バーチャルアイドルプロジェクトと関連ゲームを開発する準備を始めた。ゲームは巨人ネットワークによって開発され、主要な特徴は「陪伴型養成」のプレイスタイルで、温かく癒し系の雰囲気が全体に広がっている。
最初にゲームは2021年4月16日に中国本土でリリースされ、テンセントゲームズによって配信された。同年1月、台湾の代理店であるエアリエルネットワークがゲームの代理権を取得し、2021年の台北国際電玩展（TpGS 21）で専用ブースを設置し、「胡桃の部屋」のシーンと専用の遊園地を再現して多くのファンを引き寄せた。 繁体字版は2021年10月14日にリリースされた。

## ゲームプレイ
《くるみの日記》は「仏系育成」と現実時間同期システムを主な特徴としており、プレイヤーとキャラクターとの長期的な付き合いを重視している。ゲームの舞台は主にくるみの部屋で、くるみは部屋内で食事、睡眠、勉強や娯楽を行い、テーブルや畳の上でプレイヤーとインタラクションする。プレイヤーはくるみの服装をコーディネートしたり、部屋を整理したり、部屋の装飾を変更したり、冷蔵庫に食材を追加したり、黒板で日常活動を計画したりできる。また、彼女の日常生活の中で見せる様々な感情反応を観察することができ、買い物や抽選などの取引を行うこともできる。胡桃の行動は時間帯や環境条件に応じて異なり、プレイヤーは「タブレット」で写真や絵文字を記録し、コレクションアイテムをアンロックしたり、クローゼットにある手帳の記録を見たり、くるみの日記をチェックすることもできる。時には、くるみがクローゼットや電子レンジなどに秘密のお金を隠しており、プレイヤーはそれを見つけて盗む、追加する、またはそのままにしておくか選べる。
ゲームにはストーリー進行とイベント発生のメカニズムが組み込まれているが、全体的に進行が穏やかで、リラックスした付き合い体験を重視している。これにより、プレイヤーは「二次元版『旅行青蛙』」として比較されることもある。

### 小院物語とシステム更新
2022年3月、ゲームは「くるみの新篇：小院の物語」バージョンをリリースし、庭を中心にした新しいゲームプレイが追加された。プレイヤーはくるみと一緒に祖父から受け継いだ古い家を修復し、作物を栽培したり、注文を完了したり、近所の人々と交流したりしながら、ストーリーを進める。庭は新たな装飾とインタラクションのスペースとしてだけでなく、くるみの家族の思い出や過去の回想も含まれている。
同時に更新された「願いリスト」システムでは、くるみが日常的な小さな目標や奇抜なアイデアを記録し、プレイヤーとの絆レベルが上がるごとにそれをアンロックする。イベント面では、「青野旅程」などのアウトドア探索型のゲームプレイも追加され、写真、物語、報酬を集めることで、さらに豊かなインタラクション体験を提供する。

## 評価と反響
ゲームはリリース初期に中国本土と台湾地区で注目を集めた。TapTapプラットフォームでは、《くるみの日記》は8.4点の評価を得た。多くのユーザーはゲームの可愛らしいグラフィックと癒しの雰囲気を称賛し、「ストレス解消にぴったりな陪伴型モバイルゲーム」と評した。2021年の台北ゲームショウでも、プロモーション活動がファンから熱い反響を受けた。
しかし、時間が経つにつれて、一部のプレイヤーから批判が寄せられた。澎湃新聞のコラムでは、《くるみの日記》が「コンテンツの繰り返し」や「過度なマイクロトランザクション」の問題を抱えていると指摘されている。たとえば、一部のストーリーや限定衣装は課金で解放する必要があり、ショップ内の衣服の価格が高く、プレイヤーから「ほとんどの服が98元」という批判があり、「ぼったくり」だと指摘された。さらに、ゲーム後半では新しいコンテンツが不足しており、活性化が低下したとの声もある。
ストーリーやキャラクターの構築において、胡桃は「幼馴染」として設定されているが、恋愛要素が不足しており、「娘を育てているようだ」と感じるプレイヤーも多く、深い感情的なつながりを築くのが難しいとされている。声優に関しては、最初は可愛らしいが、感情の起伏が足りず、感動を呼び起こす力が不足していると指摘されている。また、一部のCG演出が設定と一致せず、服装や立ち絵に不一致が見られ、議論を呼んだ。
全体的に、《くるみの日記》はキャラクター設定と陪伴システムで初期の成功を収めたが、コンテンツの深さや商業戦略に問題があり、ユーザーの保持率と市場でのパフォーマンスは期待に届かなかった。分析では、「七瀬胡桃」を長期的なIPとして成功させるためには、ゲームプレイの革新や感情的なつながりを強化する必要があると指摘されている。

## 復活と再始動
運営戦略や市場のフィードバックなどの要因により、《くるみの日記》は繁体字版が2022年5月25日にサービス終了し、簡体字版も2023年2月15日にサービス終了した。2024年8月22日、ゲームは重制版《胡桃日記-相伴初心》として再リリースされ、那朵花公司によって配信された。
簡体字版が2023年2月にサービス終了した後、《くるみの日記》のIPは一時的に沈黙しており、ソーシャルメディアや関連コンテンツの更新が停滞していた。しかし、2024年8月22日、ゲームは元制作人熊吉とそのチームによって独立運営形式で再リリースされ、TapTapで再リリースされると同時に人気ランキングのトップに登り、サーバーが一時的に混雑した。
この「復活」は、単にプラットフォームの変更を意味するだけでなく、制作理念の転換も象徴している。元制作人の熊吉はB站に動画を投稿し、プロジェクトの起点と復活の過程を語った。彼は、新しいバージョンでは「大規模な機能の集約」ではなく、初心に戻り、キャラクターの付き添い感と繊細なインタラクションを強調することを目指すと述べた。復活版では、過去のKPI指向のコンテンツや複雑なシステムが削除され、「軽くて心地よい付き添い」の核心理念が復活した。制作人の熊吉は復活声明で、「大きな成功を収められなくても、少しでも孤独を癒せるなら、それで十分だ」と語った。
開発チームは元の大規模な構造から3人に縮小され、限られたリソースの中で内容の改善に取り組んでいる。復活版では、現実同期システムを維持し、日常的なインタラクションとキャラクターイベントの描写を強化し、「番茄時計」式の陪伴学習モードも追加され、プレイヤーはくるみと「仕事や学習の時間」を一緒に過ごすことができる。

## 復活後の商業化とコミュニティ戦略
《くるみの日記-相伴初心》はより穏やかな商業化モデルを採用し、服装販売が主な収益源ではあるが、開発チームは強制的な課金を行わないことを明言し、今後ギフト体験の改善を約束した。制作人の熊吉はこの作品を「電子友達」と位置づけ、付き添いや日常的なインタラクションを重視し、高頻度の操作を必要とする伝統的なモバイルゲームではないことを強調している。
現在、ゲームの主なユーザーはTapTapとビリビリのユーザーであり、男女比は以前の1:1から女性プレイヤーが中心に変わり、コミュニティの雰囲気は共感を重視した付き添い型のものになっている。制作チームは「愛のために」製品を運営し、温かさと感情を伝えるバーチャルな付き添い体験を提供することを目指している。

## 参考資料
1. 1 2 3 4 5  澎湃新聞：《凉得快的小森生活与胡桃日记，端游大厂们对二次元水土不服？》，2021-05-09
2. 1 2 3 4 5  ゲーム研究社：《曾被两家大厂判死刑，红极一时的表情包少女因爱复活》，2024-09-14
3. 1 2 3  GNN新聞：《表情包少女「七瀨胡桃」療癒養成遊戲〈胡桃日記〉預計今年在台推出》，2021-01-15
4. ↑  IT之家：《胡桃日记小院开张 来与胡桃一起种下新约定吧》，2022-03-24